# Sheila Tinney

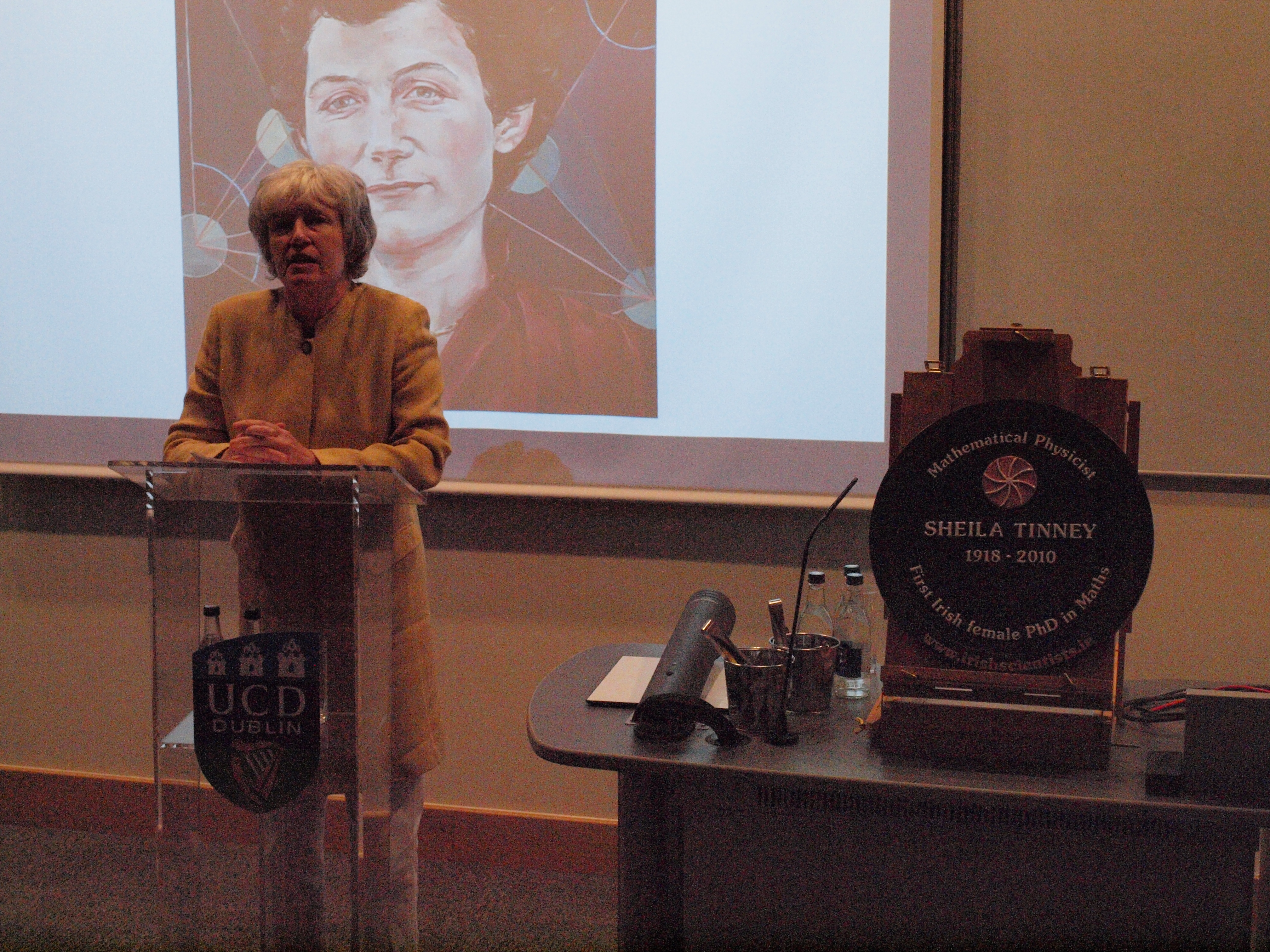
Ethna Tinney spricht auf der Jahreskonferenz zum Women in Mathematics Day 2018 am University College Dublin am 29. August 2018. Während dieser Veranstaltung wurde der 100. Geburtstag von Sheila Tinney gefeiert.

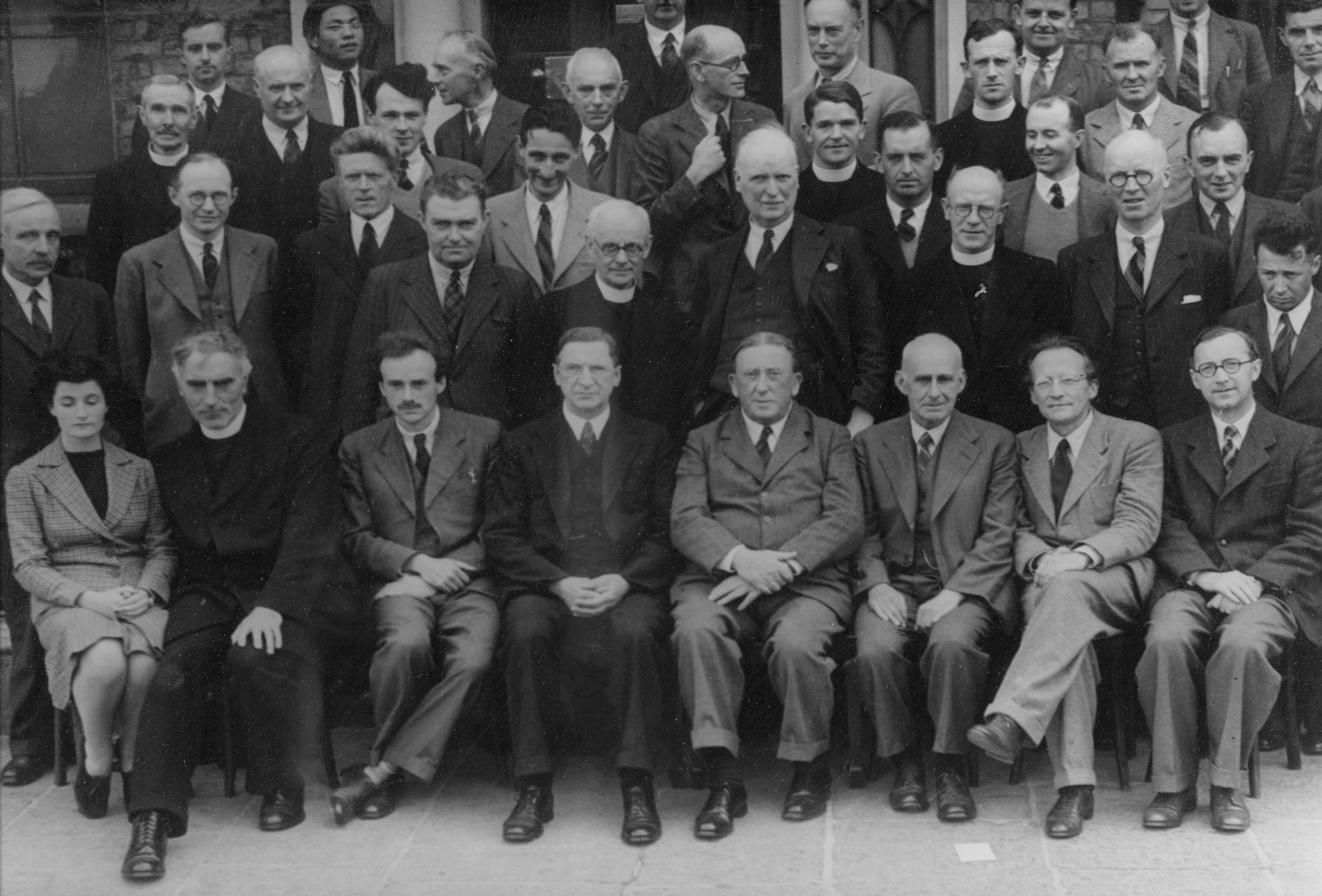
Foto von 1942 während eines Kolloquiums am Institute for Advanced Studies. Erste Reihe von links: Sheila Tinney, Pádraig de Brún, Paul Dirac, Éamon de Valera, Arthur Conway, Arthur Stanley Eddington, Erwin Schrödinger, Albert Joseph McConnell.

Sheila Christina Power Tinney (* 15. Januar 1918 in Galway, Irland; † 27. März 2010 in Dublin, Irland) war eine irische Mathematikerin, theoretische Physikerin und Hochschullehrerin. Sie gilt als erste Irin, die in Mathematik promovierte. Sie war eine der ersten vier Frauen, die an der Royal Irish Academy zugelassen wurden, und die erste Wissenschaftlerin am Dublin Institute for Advanced Studies.

## Leben und Werk
Tinney wurde als Sheila Christina Power als das vierte von sechs Kindern des Professors für Mathematik am University College Galway Michael Power und seiner Frau Christina Cunniffe geboren. Sie wurde von dominikanischen Nonnen sowohl in Galway als auch in Dublin erzogen und erhielt bei der Abschlussprüfung als eines von nur 8 Mädchen und 126 Jungen die Auszeichnung in Mathematik. Nach einem Jahr am University College Galway wechselte sie zum University College Dublin (UCD), wo sie 1938 in Mathematik einen Bachelor of Science mit Auszeichnung erhielt. 1939 erwarb sie dort ihren Master-Abschluss und erhielt anschließend ein Reisestipendium der National University of Ireland, mit dem sie an der Universität von Edinburgh in Schottland forschte. 1941 promovierte sie dort bei Max Born mit der Dissertation Stability of crystals.
Nach ihrer Rückkehr nach Dublin wurde sie Dozentin am UCD und war eine der ersten drei Wissenschaftlerinnen, die im Oktober 1941 an das neue Dublin Institute for Advanced Studies (DIAS) berufen wurden. Während ihrer Zeit am DIAS arbeitete sie zusammen mit Paul Dirac, Arthur Eddington und Erwin Schrödinger. Sie entwickelte großes Interesse an Quantenphysik und schrieb Artikel mit Schrödinger, Hideki Yukawa und Walter Heitler. Von September 1948 bis Juni 1949 war sie Gastwissenschaftlerin am Institute for Advanced Study in Princeton (New Jersey), wo zu dieser Zeit auch Freeman J. Dyson, Hermann Weyl, Harish-Chandra und Albert Einstein forschten.
1952 heiratete sie Seán Tinney, einen ehemaligen von ihr unterrichteten Ingenieurstudenten, mit dem sie drei Kinder bekam.
Tinney setzte ihre Zusammenarbeit mit dem Dublin Institute for Advanced Studies fort und wurde für drei Jahre, von Oktober 1954 bis September 1957, als wissenschaftliche Mitarbeiterin an die School of Theoretical Physics des Dublin Institute for Advanced Studies berufen. 1966 wurde sie zur Associate Professorin für mathematische Physik am University College Dublin befördert. Sie entwickelte die ersten mathematischen Kurse über Quantenmechanik an der UCD und unterrichtete dort bis zu ihrer vorzeitigen Pensionierung 1979.
Ihre Gesundheit begann sich zu verschlechtern und 1994 wurde bei ihr Alzheimer diagnostiziert. Sie verbrachte die letzten neun Jahre ihres Lebens im Molyneux-Heim in Dublin.

## Akademische Karrierebedingungen
Um 1900 war die Kampagne für die Akzeptanz von Frauen im akademischen Bereich weitgehend erfolgreich und sogar das Trinity College Dublin begann 1904 mit der Aufnahme von Frauen. Die Royal Irish Academy (RIA) zeigte jedoch rechtliche Hindernisse auf. Die Akademie hatte 1931 Rechtsberatung über die Aufnahme weiblicher Mitglieder eingeholt und war darauf hingewiesen worden, dass dies kein Hindernis darstelle. Wie bei der Royal Society (und vielen anderen nationalen Akademien der Wissenschaften) wurden die ersten weiblichen Mitglieder jedoch erst nach dem Zweiten Weltkrieg gewählt. 1949 wurden die ersten vier Frauen an der RIA zugelassen, darunter Sheila Tinney.
Sogar am University College Dublin sah sich Tinney den festgefahrenen Vorurteilen gegen Frauen gegenüber. Ein emeritierter Professor erinnerte sich an die Sympathie, die sie erhielt, als zu Beginn ihrer Karriere ihre Beförderung zum zweiten Mal zugunsten eines jüngeren und nachweislich weniger akademisch qualifizierten männlichen Kollegen übergangen wurde. Während ihrer Zeit bei UCD erlangte sie den Ruf, jüngeren Kolleginnen zu helfen, die versuchten, ihre Karriere weiterzuentwickeln. 

## Ehrungen
- 2016: Sondermedaille für die 25 globalen Gewinner des Undergraduate Awards 2016[3]
- 2016: Ihr Porträt von Vera Klute wurde mit 11 anderen Pionierinnen in der Royal Irish Academy aufgehängt.
- 2018: Ehrung zum 100. Geburtstag auf der Jahreskonferenz zum Women in Mathematics Day 2018 am University College Dublin

## Veröffentlichungen
- mit W. Heitler: On the Origin of the Soft Component of Cosmic Radiation" Physical Review. 72 (4), 1947, S. 266–272.
- Note on the Influence of Damping on the Compton Scattering.  Proceedings of the Royal Irish Academy, Section A. 50, 1944, S. 139–142.
- The Intensity Distribution of Proper Vibrations. Proceedings of the Royal Irish Academy, Section A. 49, 1943, S. 91–100.
- On the stability of crystal lattices VII. Long-wave and short-wave stability for the face-centred cubic lattice. Mathematical Proceedings of the Cambridge Philosophical Society. 38 (1), 2008, S. 61–66.
- mit H. W. Peng: On the stability of crystal lattices VIII. Stability of rhombohedral Bravais lattices. Mathematical Proceedings of the Cambridge Philosophical Society. 38 (1), 2008, S. 67–81.